# Mxmtoon
Maia (Oakland, 9 de julho de 2000), mais conhecida por seu nome artístico mxmtoon, é uma cantora, compositora e personalidade da mídia americana. Ela é conhecida por cantar e tocar ukulele. Seu EP de 2018 lançado de forma independente, plum blossom, gravado em seu laptop no quarto de hóspedes de seus pais, foi transmitido mais de cem milhões de vezes. Em 2019 ela tocou em turnês com ingressos esgotados. Seu álbum de estreia, the masquerade, foi lançado em setembro.

## Infância e educação
Maia nasceu em 9 de julho de 2000 em Oakland, Califórnia e cresceu perto do Lago Merritt. Ela tem ascendência sino-americana por parte de mãe e alemã e escocesa por parte de pai. Ela se descreve como "Hapa", já que ela cresceu culturalmente chinesa. Ao longo de sua carreira escolar, ela gostava de ter aulas de arte e arquitetura. Ela se interessou por música desde tenra idade. O irmão dela teve aulas de violino e, na primeira série, Maia se juntou a ele. Alguns anos depois, ela começou a tocar violoncelo e trompete clássicos.
Na quinta série, ela fez um teste para entrar na banda de rock da sua escola. Esperando fazer um teste para violoncelo, ela foi convidada a cantar "Wonderwall", do Oasis, e acabou se juntando como vocalista, onde ela se lembra ter cantado "The Middle", da banda Jimmy Eat World. Na sexta série, ela começou a tocar violão, aprendendo em parte com seu pai. Maia cunhou o nome "mxmtoon" pela primeira vez em sua conta do Instagram, onde desenhava esboços de desenhos para seus 500 seguidores. Ela começou seu canal no YouTube e começou a tocar ukulele no ensino médio. Ela escreveu sua primeira música aos 13 anos.

## Vida pessoal
Maia se identifica como "uma jovem mulher bissexual de cor de uma família de imigrantes" e atualmente vive na área da Baía de São Francisco, onde escreve, grava e produz sua própria música no quarto de hóspedes da casa de seus pais. Ela se formou no ensino médio em junho de 2018. Maia cresceu ouvindo R&B e hip-hop por causa de seus pais, incluindo Salt-N-Pepa e A Tribe Called Quest, que ela ainda ouve por nostalgia.
Maia citou Arctic Monkeys, The Black Keys, Sufjan Stevens e Elliott Smith como suas influências.

## Carreira

### 2017–2018:Falling for U,plum blossom
Gravando com o GarageBand no quarto de hóspedes de seus pais, criando faixas de percussão com alisadores de cabelo, Maia começou a lançar músicas no YouTube como mxmtoon em 2017. Depois de tentar escrever canções de comédia, ela começou a escrever canções que incorporavam suas emoções, como feelings are fatal, que exigiu apenas um microfone USB e o GarageBand. Atualmente, a música tem mais de 23 milhões de streams no Spotify. Sua colaboração em 2017 com o produtor japonês de lo-fi peachy!, Falling for U, atingiu quase 40 milhões de streams no Spotify em junho de 2019. Maia começou a lançar música para o público secretamente, mas mais tarde foi obrigada a contar a seus amigos e familiares depois de experenciar o sucesso online. Em 2018, Maia lançou seu EP de estreia, plum blossom, que foi avaliado pelo Earmilk, i-D e Hypebeast, ganhou mais de 100 milhões de streams no Spotify em agosto de 2019. O single do EP i feel like chet é uma homenagem a um de seus músicos de jazz favoritos, Chet Baker.
Após o colegial, Maia teve um "ano sabático", adiando a faculdade para se concentrar em sua música. Ela planejava estudar arquitetura depois de terminar o colegial, até sua música se tornar viral em abril de 2018. Em novembro de 2018, ela anunciou sua turnê plum blossom tour. Sua primeira turnê, inicialmente agendada para cinco shows nos Estados Unidos com o cantor e compositor californiano khai dreams em março de 2019, esgotou-se e foi estendida para incluir shows adicionais na América do Norte e Europa, incluindo aparições de abertura do Youtuber e compositor Cavetown no Reino Unido. Maia fez sua primeira aparição em um outdoor na Times Square quando o Spotify anunciou seu single dream of you para a playlist do Música Nova às Sextas.

### 2019–presente:the masquerade, Kobalt
Antes do lançamento do álbum the masquerade, o Spotify anunciou o lançamento do 21 Days, um podcast de música que acompanha Maia enquanto ela trabalha no álbum em Nova York. Liz Gateley, do Spotify, elogiou os seguidores de Maia, bem como sua presença social, afirmando que "Ela obviamente já tem muitos seguidores, mas isso não é suficiente. A pessoa tinha que ser o humano certo também, e achamos que ela tinha e era os dois". O podcast é um diário em áudio de oito episódios que inclui entrevistas com familiares, amigos e colaboradores, incluindo o produtor do álbum, Cavetown.
O álbum de estreia de Maia, the masquerade, foi lançado em 17 de setembro de 2019. O álbum alcançou o pico de 17 na parada americana Top Heatseekers e 45 na parada de álbuns independentes dos EUA. O álbum apresenta "prom dress", uma "música leve e 'cor de pêssego'", descrita como "pop relacionável e contagiante que fala com a geração do milênio". O single é inspirado em experiências de sua formatura e lida com a ansiedade social e os problemas que advêm de ser adolescente na sociedade moderna. A música foi transmitida mais de 30 milhões de vezes no Spotify e foi usada em mais de 100 000 vídeos no TikTok. O catálogo de músicas anteriores de Maia também recebeu dezenas de milhões de transmissões online.
Joshua Bote, da Paste, descreveu o álbum de dez faixas como "reconfortante twee pop que revela um genuíno pathos da celebridade da internet de mxmtoon". Matt Yuyitung da Exclaim! escreveu que "[Maia] traz seu senso de humor irônico e o lirismo de anotações de diário para seu álbum de estreia, recordando a relacionabilidade lo-fi de Frankie Cosmos".
Maia embarcou em sua venda esgotada da the masquerade tour na América do Norte e no Reino Unido em setembro de 2019. Ela lançou seu primeiro romance gráfico The Adventures Of Mxmtoon The Masquerade em outubro de 2019. Kirsten Spruch, da Billboard, escreveu "O romance combina perfeitamente com o álbum, encapsulando suas tendências adolescentes introvertidas e sua criatividade que flui livremente". Gabe Bergado, da Teen Vogue, descreveu o livro como "uma jornada visual cativante e encantadora que complementa o álbum sonhador". Ela lançou um curta de animação para o romance gráfico em novembro de 2019.
Em novembro de 2019, Maia anunciou via Twitter que se juntaria ao cantor e compositor americano Lauv para sua turnê de verão na Ásia em 2020, apoiando seu álbum How I'm Feeling.
Em 19 de novembro de 2019, a Kobalt Music Group anunciou que assinaria com mxmtoon para ser sua gravadora sob um acordo global de publicação. Este acordo incluirá administração e suporte criativo para o seu catálogo de músicas atual e trabalhos futuros. A vice-presidente criativa da Kobalt, Melissa Emert-Hutner, afirmou que "Maia é verdadeiramente a voz de sua geração; compartilhando sua linda e sincera música com o mundo e crescendo sua marca organicamente, ela exemplifica o espírito e a estética DIY que a Kobalt adota". Emily Bines, diretora sênior de criação da Kobalt, acrescentou "Mxmtoon é exatamente o tipo de peça criativa com a qual sonhamos trabalhar na Kobalt. A visão dela, combinada com a paixão de sua equipe de concretizá-la, é inabalável. Estaremos ouvindo da Maia por muito tempo".
Maia lançou the masquerade (the edits) em 22 de novembro de 2019. O EP apresenta remixes de músicas do the masquerade de nomes como Chloe Lilac, Alexander 23 e Chloe Moriondo. Em novembro de 2019, a revista Dork colocou Maia em sua Hype List de 2020, ao lado de nomes como girl in red, Beabadoobee e Maisie Peters.
Em dezembro de 2019, Maia regravou a música prom dress em Simlish, a língua fictícia usada nos jogos de The Sims, para ajudar na promoção. A versão em Simlish foi adicionada ao The Sims 4 em 12 de dezembro de 2019. Maia reagiu no Twitter com: "inúmeras horas jogando the sims me ajudaram a tornar-se fluente em simlish... e adivinhem prom dress foi adicionado ao #thesims4 hoje!" (sic). Uma semana depois, Maia lançou o videoclipe de "unspoken words", que gira em torno de sua educação sino-americana e de seu relacionamento com a avó chinesa.
Maia lançou seu primeiro single de 2020, Fever Dream em janeiro de 2020.

## Recepção
Maia é creditada por ter uma "presença carinhosamente íntima". A música da cantora e compositora foi descrita como "música folk pop popular com ornamentos acústicos", "uma parte do pop acústico à la Kina Grannis, misturada com um lirismo acentuado e melodias avant-garde e fora do comum, como Fiona Apple ou PJ Harvey", que explora "temas como as provações do amor, sendo um fardo para os que estão próximos e se conectando à herança de sua família" e "encapsula muitos dos valores que seus colegas Gen Zers possuem". Joshua Bote, da revista Paste, escreveu que Maia" pode ser a compositora que uma nova geração precisa", observando que "ela é feita para esses tempos e armada com um ukulele, um charme sardônico e experiente em mídias sociais".
Grant Rindner, da Nylon, escreveu: "Com o compromisso de cobrir tópicos abordados por outros artistas que ela raramente ouve e com um profundo entendimento de como se relacionar com seu público, ela emergiu como uma cantora e compositora encantadora e relacionável, com uma enorme plataforma". Depois de assistir à apresentação de Maia no Gramercy Theatre, Briana Younger, do The New Yorker, escreveu: "Ela cantou problemas rotineiros do ensino médio, como a insegurança e o amor não correspondido, com uma sofisticação emocional que nos lembra que existem algumas coisas que nunca superamos". Joe Coscarelli, do New York Times, comparou o estilo bedroom pop de Maia com o de girl in red, Clairo e Beabadoobee, além da "simplicidade" folk-pop de Regina Spektor e The Moldy Peaches. Seu gerente, Max Gredinger, apresentou a ela Billie Eilish e Shawn Mendes como modelos para o super estrelato em potencial.
Coscarelli escreveu: "Maia, que transborda de sinceridade e risadinhas, montou um mini-império independente DIY quase por acidente". Bote descreveu Maia como "muito, muito boa na internet". Maia faz vídeos de comédia na plataforma de compartilhamento de vídeos TikTok, onde acumulou 1,6 milhões de seguidores e 62 milhões de curtidas em março de 2020. Até o momento, ela fez aparições no Vine, Tumblr, Facebook, Twitch, Snapchat, Bandcamp, Pinterest e SoundCloud, além do TikTok. Sua teve mais de 300 milhões de streams em todas as plataformas online coletivamente. Em abril de 2020, seu canal no YouTube tinha mais de 59 milhões de visualizações de vídeo e 592 mil inscritos. Em abril de 2020, Maia possuia mais de 5,6 milhões streams mensais no Spotify.

## Discografia

### Álbuns de estúdio
| Título         | Detalhes | Melhores posições nas paradas | Melhores posições nas paradas |
| Título         | Detalhes | US Heat.                      | US Indie                      |
| -------------- | --- | ----------------------------- | ----------------------------- |
| the masquerade | - Lançamento: 17 de setembro de 2019 - Gravadora: Álbum independente - Formato: CD, download digital, streaming, vinil | 17                            | 45                            |

### Extended plays
| Título                     | Detalhes |
| -------------------------- | --- |
| plum blossom               | - Lançamento: 7 de dezembro de 2018 - Gravadora: Álbum independente - Formato: CD, download digital, streaming, vinil |
| plum blossom (the edits)   | - Lançamento: 26 de abril de 2019 - Gravadora: Álbum independente - Formato: Download digital, streaming              |
| the masquerade (the edits) | - Lançamento: 22 de novembro de 2019 - Gravadora: Álbum independente - Formato: Download digital, streaming           |
| dawn                       | - Lançamento: 22 de abril de 2019 - Gravadora: Álbum independente - Formato: Download digital, streaming              |

### Singles
Como artista principal
| Ano  | Título                 | Álbum/EP          |
| ---- | ---------------------- | ----------------- |
| 2017 | "1-800-DATEME"         | Singles sem álbum |
| 2017 | "life online"          | Singles sem álbum |
| 2017 | "please don't"         | Singles sem álbum |
| 2017 | "hong kong"            | Singles sem álbum |
| 2017 | "stuck"                | Singles sem álbum |
| 2017 | "birdie"               | Singles sem álbum |
| 2017 | "the sideline"         | Singles sem álbum |
| 2017 | "the idea of you"      | plum blossom      |
| 2017 | "feelings are fatal"   | plum blossom      |
| 2017 | "cliché"               | plum blossom      |
| 2018 | "i feel like chet"     | plum blossom      |
| 2018 | "porcelain"            | plum blossom      |
| 2018 | "temporary nothing"    | plum blossom      |
| 2018 | "don't play your card" | Singles sem álbum |
| 2019 | "my way"               | Singles sem álbum |
| 2019 | "prom dress"           | the masquerade    |
| 2019 | "high & dry"           | the masquerade    |
| 2019 | "seasonal depression"  | the masquerade    |
| 2019 | "blame game"           | the masquerade    |
| 2019 | "dream of you"         | the masquerade    |
| 2020 | "fever dream"          | Single sem álbum  |
| 2020 | "quiet motions"        | Single sem álbum  |
| 2020 | "lessons"              | Single sem álbum  |

Como artista convidada
| Ano  | Título                                                                    | Álbum/EP          |
| ---- | ------------------------------------------------------------------------- | ----------------- |
| 2017 | "Falling for U" (peachy! com participação de mxmtoon)                     | Singles sem álbum |
| 2017 | "Maybe I Shouldn't" (Mochi com participação de mxmtoon)                   | Singles sem álbum |
| 2017 | "So Mean" (Afternoon com participação de mxmtoon, Samsa & Love-Sadkid)    | Singles sem álbum |
| 2019 | "We Used to Talk Like Every Night" (Isiah A. com participação de mxmtoon) | Singles sem álbum |

### Romances gráficos
- The Adventures Of Mxmtoon: The Masquerade (com Ellie Black, Autopublicação, 2019) ISBN 0-578-55170-5

## Prêmios e indicações
| Ano  | Organização | Prêmio         | Obra      | Resultado | Ref.   |
| ---- | ----------- | -------------- | --------- | --------- | ------ |
| 2019 | Dork        | Hype List 2020 | Ela mesma | Incluído  | [ 50 ] |
| 2020 | NME         | The NME 100    | Ela mesma | Incluído  | [ 70 ] |

## Turnês
- plum blossom Tour (2019)[27]
- the masquerade Tour (2019)[43]
- How I'm Feeling Tour (com Lauv)[45]